# فرودگاه بین‌المللی آلیس
فرودگاه بین‌المللی آلیس (به انگلیسی: Alice International Airport) یک فرودگاه همگانی با کد یاتا ALI است که یک باند فرود آسفالت دارد و طول باند آن ۱۲۷۱ متر است. این فرودگاه در شهر آلیس، تگزاس کشور ایالات متحده آمریکا قرار دارد و در ارتفاع ۵۴٫۳ متری از سطح دریا واقع شده است.